# Jądro podstawne Meynerta

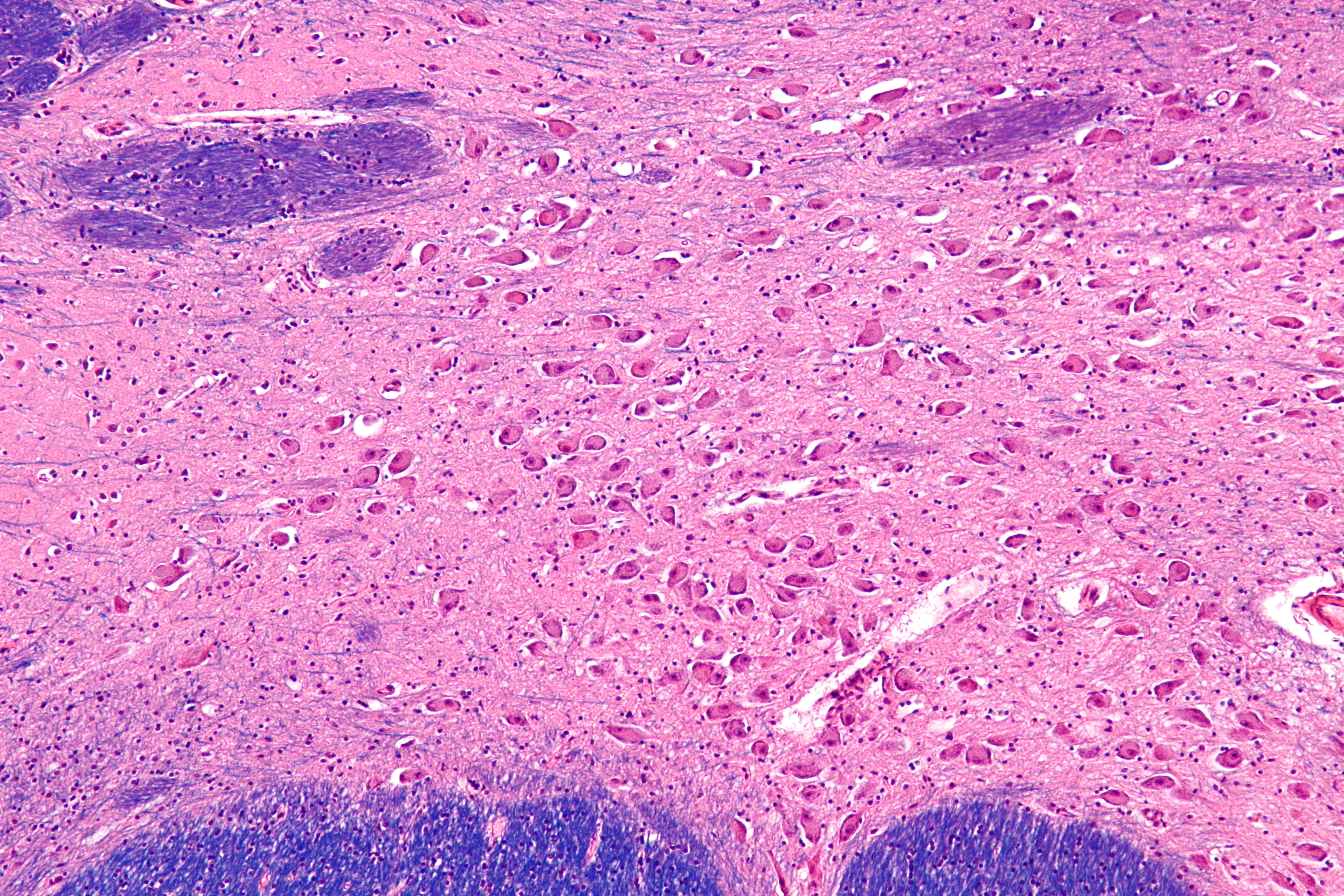
Mikrofotografia jądra Meynerta, barwienie LFB

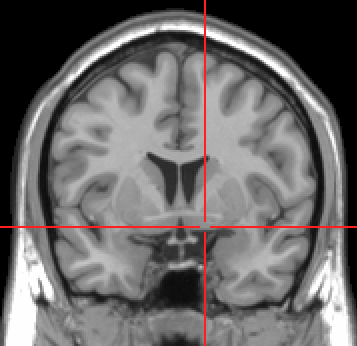
Obraz rezonansu magnetycznego głowy w płaszczyźnie czołowej z zaznaczoną lokalizacją jądra podstawnego Meynerta.

Jądro podstawne Meynerta (ang. basal nucleus of Meynert, NBM) – grupa komórek nerwowych istoty bezimiennej kresomózgowia, bocznie od guza popielatego, wysyłająca liczne projekcje do kory nowej. Stanowi część układu cholinergicznego mózgowia. Degeneracja jądra Meynerta obserwowana jest w przebiegu choroby Parkinsona, choroby Alzheimera i w otępieniu z ciałami Lewy’ego. Nazwa tej struktury anatomicznej upamiętnia Theodora Meynerta.